# نکستگ
نکستگ (انگلیسی: NexTag) شرکت فناوری اطلاعات آمریکایی است، که در سال ۱۹۹۹ تأسیس شد.